# Alluna sublitoralis
Alluna sublitoralis är en plattmaskart som beskrevs av Faubel och Regier 1983. Alluna sublitoralis ingår i släktet Alluna och familjen Isodiametridae. Inga underarter finns listade i Catalogue of Life.